# Liberty Center (Ohio)
Liberty Center es una villa ubicada en el condado de Henry en el estado estadounidense de Ohio. En el Censo de 2010 tenía una población de 1180 habitantes y una densidad poblacional de 439,34 personas por km².

## Geografía
Liberty Center se encuentra ubicada en las coordenadas 41°26′37″N 84°0′28″O / 41.44361, -84.00778. Según la Oficina del Censo de los Estados Unidos, Liberty Center tiene una superficie total de 2.69 km², de la cual 2.69 km² corresponden a tierra firme y (0%) 0 km² es agua.

## Demografía
Según el censo de 2010, había 1180 personas residiendo en Liberty Center. La densidad de población era de 439,34 hab./km². De los 1180 habitantes, Liberty Center estaba compuesto por el 98.22% blancos, el 0.08% eran afroamericanos, el 0.08% eran amerindios, el 0.17% eran asiáticos, el 0% eran isleños del Pacífico, el 0.25% eran de otras razas y el 1.19% pertenecían a dos o más razas. Del total de la población el 3.31% eran hispanos o latinos de cualquier raza.